# 联邦议会 (埃塞俄比亚)
联邦议会是埃塞俄比亚的国家立法机关。议会实行两院制，由人民代表院和联邦院组成。人民代表院由全国普选产生，每5年改选一次，总席位不得超过550席，少数民族席位不得少于20席。联邦院由各州推选代表组成，任期5年。
联邦议会既是埃塞俄比亚联邦政府最高权力机构，也是国家最高立法机构，对联邦人民负责。